# Grève chez Dupuis Frères en 1952
La grève chez Dupuis Frères est une grève qui s'est déroulée entre le 2 mai et le 26 juillet 1952 au sein du grand magasin Dupuis Frères, situé sur la rue Sainte-Catherine à Montréal. Elle est considérée comme un événement d'importance compte tenu du contexte social et des conditions de travail des ouvriers dans le Québec d'après-guerre.

## Contexte
Le magasin de détail Dupuis Frères, communément appelé Dupuis, est fondé en 1868 par l'homme d'affaires Nazaire Dupuis. Ayant pignon sur rue à l'intersection des rues Saint-André et Sainte-Catherine, l'entreprise devient l'un des fleurons de l'industrie canadienne-française au début du XXe siècle. Profitant de la modernisation de la ville de Montréal et de l'amélioration des transports en commun, Dupuis agrandit sa clientèle et améliore ses infrastructures dans l'après-guerre. Ainsi, au début des années 1950, l'entreprise possède quatre entrepôts, un centre de vente par correspondance, une installation des livraisons, un département chargé de la vente en gros ainsi qu'un petit magasin situé à l’hôtel Windsor.
À l'époque, l'entreprise emploie environ 1200 personnes, en grande majorité des femmes (à l'image des autres grands magasins depuis le début du XXe siècle). De ce nombre, une grande majorité est syndiquée, à savoir 1035 employés. Ces derniers sont représentés depuis 1919 par le Syndicat catholique et national des employés de magasin. Ce syndicat  est affilié à la Confédération des travailleurs catholiques du Canada (CTCC), ancêtre de la Confédération des syndicats nationaux (CSN).
Alors que le syndicat local de Dupuis Frères est complaisant avec les patrons de l'entreprise et sollicite la loyauté des employés depuis 1919, il devient beaucoup plus combatif et revendicateur dans les années d'après-guerre (à l'image du reste de la CCTC). Cela se fait dans un contexte de mésentente entre le patronat et les employés, ces derniers étant insatisfaits des nouvelles méthodes de Roland Chagnon, gérant adjoint arrivé en 1948. Le nouveau cadre met en place un système de quotas et de surveillance des performances et n'hésite pas à licencier les anciens travailleurs qui ne lui conviennent plus (il met d'ailleurs à la retraite un directeur gérant populaire auprès des employés). Cela crée un climat tendu au sein de l'entreprise, menant éventuellement vers une revendication de meilleures conditions de travail. Ainsi, en 1950, le syndicat fait une requête à la Commission des relations ouvrières afin d'amorcer des négociations pour le renouvellement de la convention collective des employés de Dupuis Frères.
Bien que le patronat de l'entreprise semble initialement ouvert aux revendications syndicales, les mésententes ne tardent pas à arriver. Les négociations initiales, au printemps 1951, portent sur quatre principaux sujets: les salaires, les mécanismes de règlement de conflits (griefs), la semaine de travail et la reconnaissance syndicale. Alors que la compagnie souhaite négocier séparément avec les employés du magasin et les préposés à la vente par correspondance, une décision de la Commission des relations ouvrières la force à discuter d'une entente collective unique. Malgré un arbitrage de huit mois à partir d'août 1951, les employés de Dupuis Frères et l'entreprise n'arrivent toujours pas à s'entendre. Les travailleurs, moins bien payés que leurs homologues de chez Eaton et ne bénéficiant pas de la semaine de cinq jours (chose acquise dans plusieurs autres grands magasins), mettent de l'avant plusieurs revendications: la semaine de travail de cinq jours à 40 heures pour les employés de magasin et 41.5 heures pour ceux du comptoir postal, une augmentation salariale de 5$ à 10$ par semaine et l'octroi d'un atelier fermé pour les activités syndicales. La compagnie, par peur de devoir augmenter les prix, propose plutôt une hausse salariale de 2$, des primes de 10$ à 15$ à Noël et un rabais de 20% sur les achats en magasin. Malgré l'arbitrage gouvernemental et une nouvelle proposition de convention collective par le syndicat en avril 1952, les discussions ne mènent à rien. Les employés votent donc en faveur de la grève le 1er mai 1952.

## Déroulement

### Déclenchement de la grève
La grève chez Dupuis Frères est déclenchée le 2 mai 1952 dans un climat de désordre. L'administration de l'entreprise, préparée au débrayage, met en place une série de mesures afin de contrer les grévistes: des dizaines de détectives privés sont présents pour assurer le maintien de l'ordre, on ferme l'accès à deux étages du magasin, on met des autobus à la disposition des employés désirant travailler (ils furent encouragés à le faire par téléphone la veille) et on utilise même un tunnel souterrain entre le magasin et un entrepôt afin de faciliter le passage de marchandises.

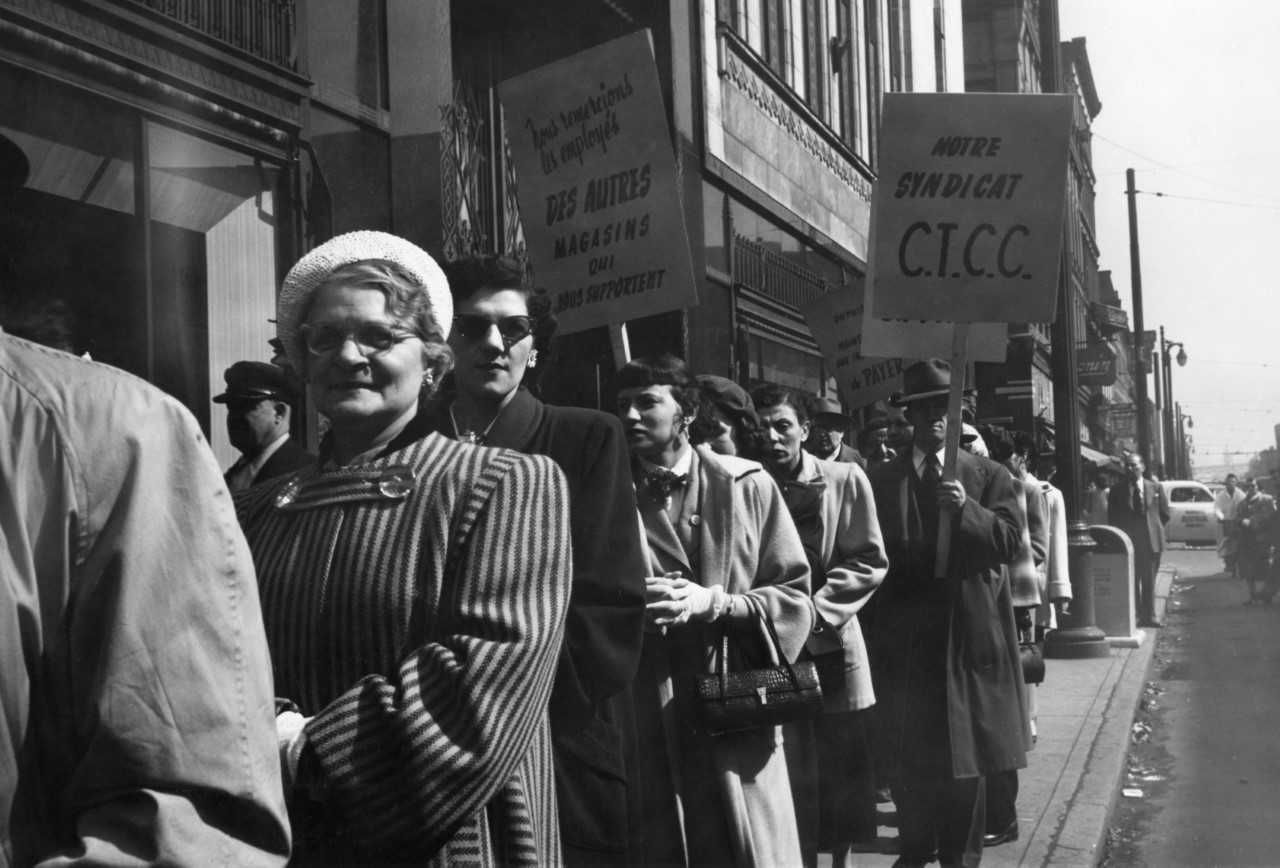
Piqueteurs chez Dupuis Frères en 1952.

De plus, afin d'assurer la présence de clients et étouffer le débrayage, la compagnie offre aux acheteurs un rabais de 20% sur les produits en magasin. Cela fait en sorte qu'en plus de la centaine de grévistes assurant la mobilisation et le piquetage, des milliers de personnes se ruent aux portes de Dupuis Frères durant les premiers jours de la grève (le nombre de clients est estimé à 50 000 le second jour du débrayage). Les clients testent également un système d'«auto-service» (selfservice) permettant au magasin de fonctionner avec une main d’œuvre réduite. La compagnie, pour pallier les potentiels manques, embauche une centaine d'étudiants de l'École des hautes études commerciales (HEC) comme employés à temps partiel.
Face aux mesures de l'entreprise et à la forte affluence malgré le débrayage, les employés essayent tant bien que mal de maintenir des moyens de pression. On tente notamment de dissuader les clients d'entrer dans le magasin, provoquant des interventions policières: on procède à l'arrestation d'une jeune femme ayant invectivé des passants et de deux adolescents distribuant des autocollants en faveur de la grève. Outre les lignes de piquetage et l'interpellation des acheteurs, les employés de Dupuis Frères et leurs sympathisants mobilisent également les médias afin de solliciter l'opinion publique. Ainsi, des journaux comme La Presse, Le Devoir ou encore The Montreal Star publient des communiqués et des déclarations mettant de l'avant les revendications syndicales et les positions patronales. Gérard Picard, président de la CCTC, fait également des interventions sur les ondes de la radio montréalaise CHLP afin d'interpeller le grand public quant à la situation salariale des employés de Dupuis.
Après une semaine de grève, l'administration de Dupuis Frères réussit tout de même à attirer un bon nombre de clients, neutralisant ainsi en partie les effets du débrayage des employés de l'entreprise.

### Intensification du conflit
À partir du 9 mai 1952, à la suite du succès relatif des contre-mesures patronales, le ton se durcit entre l'administration de Dupuis Frères et les travailleurs du grand magasin. Cette journée-là, le syndicaliste Michel Chartrand mit au point un plan pour introduire des souris et semer la panique auprès des clients. La scène inusitée fera le tour de la presse montréalaise, augmentant encore un peu plus la couverture médiatique du conflit. Les journalistes, de plus en plus présents sur le terrain et accusés d'être à la solde du mouvement de grève, sont maintes fois pris à partie par les détectives privés embauchés par l'entreprise.
Dans les jours qui suivent, des employés en grève réussissent plusieurs fois à contourner les mesures de sécurité mises en place afin de protester à l'intérieur même du magasin. En plus d'interpeller les clients, de crier des slogans et de faire exploser des bombes puantes, les grévistes libèrent des abeilles et des grenouilles dans les allées du magasin le 14 mai. Le soir-même, des manifestants lancent des pierres sur les autobus transportant les briseurs de grève. La police procède à plusieurs arrestations dans le cadre de la répression de ces moyens de pression. À l'extérieur, autour des piquets de grève, le climat est tout aussi tendu durant tout le mois de mai. Plusieurs altercations ont lieu entre les manifestants, les forces policières et les clients.
Vers la fin du mois de mai 1952, la police, certains médias et le patronat de Dupuis Frères accusent le mouvement d'être d'orientation communiste. De plus, l'entreprise saisit les tribunaux et entame des poursuites contre le mouvement syndical, l'accusant d'avoir fait preuve de diffamation au sein de ses documents destinés à la mobilisation. On reproche notamment au syndicat d'avoir fait circuler la nouvelle selon laquelle la compagnie aurait haussé les prix de 20% avant d'offrir un rabais aux clients après le déclenchement de la grève. Vers la fin du mois de mai, Dupuis Frères demande une seconde injonction, cette fois pour interdire «tout autre manifestation d'intimidation, de désordre et d'attaques verbales» après que les fenêtres et les cadenas de l'entreprise ait été endommagés par les grévistes. Le tribunal donna raison à Dupuis Frères en émettant une injonction temporaire d'une semaine. Toutefois, la décision finale de la justice, rendue le 13 juin, donne raison aux grévistes en soulignant que leurs méthodes étaient légales.

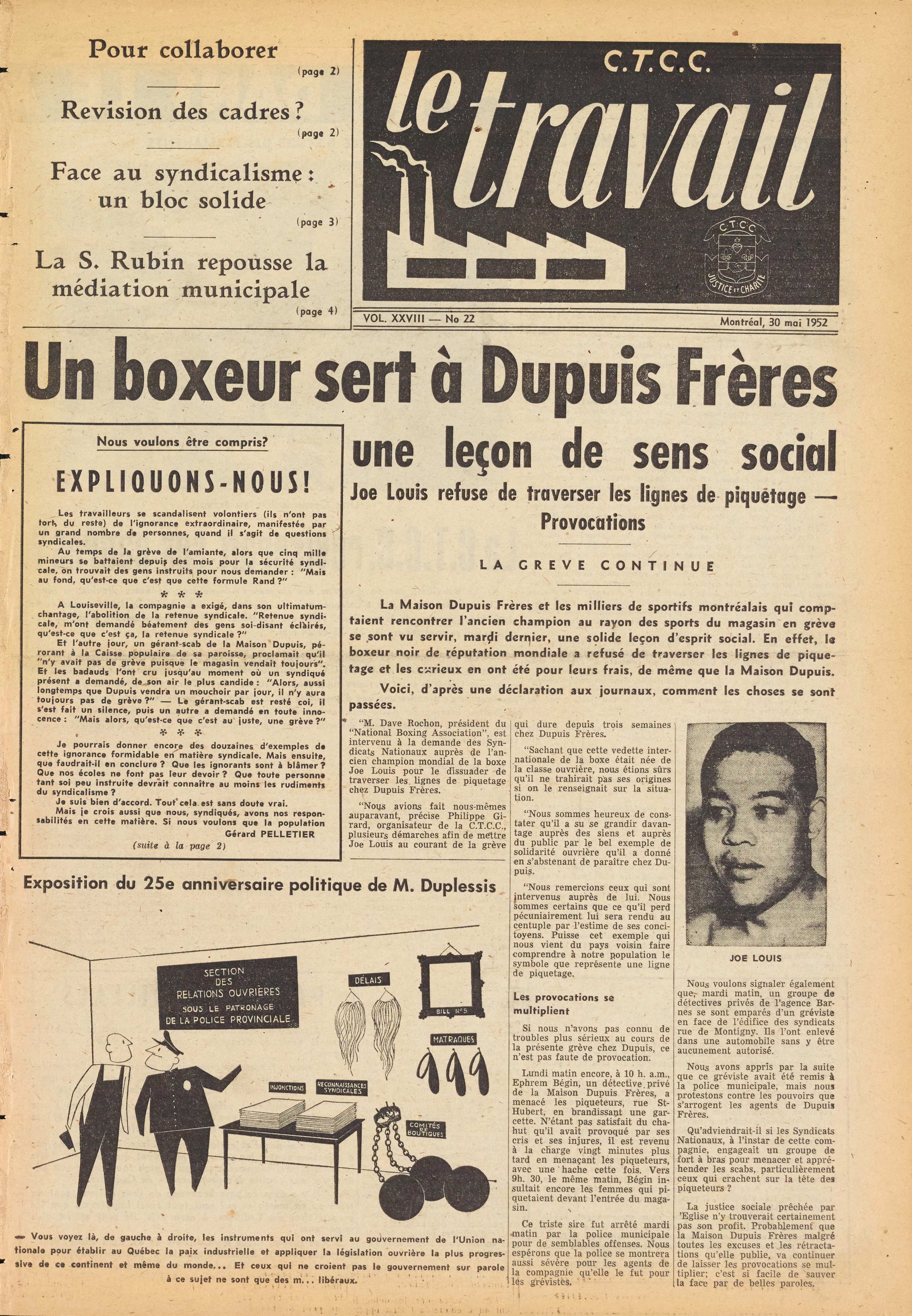
Article du journal Le Travail (CTCC) à propos de l'annulation de l'apparition publique du boxeur Joe Louis chez Dupuis Frères.

Durant la mobilisation, en plus d'être chapeautés par leur centrale syndicale, la Centrale des travailleurs catholiques du Canada (CTCC), les employés de Dupuis Frères reçurent un bon nombre de soutiens. L'Union des chauffeurs de camions (Transport Drivers Union), le Congrès des métiers et du travail du Canada, la Fraternité canadienne des employés des chemins de fer ou encore le Syndicat des travailleurs de l'amiante donnent leur appui aux grévistes en mobilisant leurs membres ou encore en recommandant à leurs clients de ne pas faire affaire avec Dupuis. Fait inusité, le célèbre boxeur américain Joe Louis, de passage à Montréal, annule une apparition publique dans le grand magasin après que la CTCC soit entrée en contact avec la National Boxing Association afin de dissuader l'athlète d'y participer.
Le mouvement de grève atteint son paroxysme au cours des mois de juin et juillet 1952. À la mi-juin, un camion de Dupuis Frères est renversé, des affrontements éclatent avec la police, des fenêtres du magasin sont brisées et les forces de l'ordre doivent procéder à plusieurs arrestations afin de maintenir l'ordre et protéger les autobus transportant les briseurs de grève. Le climat est tendu au point où on demande même l'intervention du ministre provincial du Travail, Antonio Barrette, afin qu'il statue sur le nombre «légitime et acceptable de participants à un piquet de grève». Le 19 juin, une assemblée est organisée conjointement par la CTCC et le Congrès canadien du travail (CCT): l'enthousiasme en faveur de la grève est à son comble. La ferveur militante se fera même sentir lors du défilé de la Saint-Jean-Baptiste, le 24 juin, lorsque le maire de Montréal, Camillien Houde, fut la cible d’œufs pourris dans sa voiture décapotable. Un sympathisant des grévistes de Dupuis Frères est arrêté peu après cet évènement.
Face à la pression grandissante et confrontée à la possibilité de perdre l'appui de sa clientèle, Dupuis Frères doit revenir à la table des négociations au début du mois de juillet 1952.

### Dénouement
La compagnie commence à céder le 21 juillet. Cette journée là, les cadres de Dupuis Frères procèdent à une restructuration, congédiant l'impopulaire gérant adjoint Roland Chagnon et réembauchant Émile Boucher, l'ancien directeur du personnel très apprécié des employés (désormais promu vice-président exécutif). Les jours suivants, les dirigeants de l'entreprise s'assoient avec le syndicat afin de préparer une nouvelle convention collective. Dupuis finit par accepter l'essentiel des revendications syndicales: les salaires sont augmentés de 4$ à 6$ selon l'ancienneté (substantiel pour l'époque), la semaine de travail est fixée à 40h sur cinq jours, le syndicat devient officiellement l'unique négociateur, la formule Rand est instaurée pour les cotisations syndicales et un système de règlement des conflits par griefs est mis en place. Le magasin Dupuis Frères met donc en place la première convention collective de son histoire et la grève des employés prend officiellement fin le samedi 26 juillet 1952.

### Tableaux
|                            | Propositions syndicales                                                                                   | Offres patronales                                                                         |
| Salaires                   | Augmentation de $5.00 à $10.00 par semaine                                                                | Maximum de $2.00                                                                          |
| Reconnaissance syndicale   | Toutes et tous les employés, moins les gérants et employés supérieurs                                     | La Compagnie veut décider d'elle-même des exclusions                                      |
| Rémunération               | Sur une base hebdomadaire                                                                                 | Sur une base horaire                                                                      |
| Heures                     | Minimum de 41 1/2 pour le magasin et de 41 pour le comptoir                                               | Moyenne de 40 heures, sans garantie                                                       |
| Sécurité syndicale         | Formule Rand                                                                                              | Atelier imparfait                                                                         |
| Ancienneté                 | Recours de l'employé qui se croit lésé, vu son ancienneté, dans les cas de promotions, mises à pied, etc. | Discrétion patronale complète                                                             |
| Procédure de griefs        | Comité de griefs. Au besoin, arbitrage avec décision obligatoire                                          | Pas d'intervention du syndicat dans les griefs. Pas d'arbitrage avec décision obligatoire |
| Rétroactivité des salaires | Au 6 mars 1951                                                                                            | Aucune rétroactivité                                                                      |